# Madrigal (forme poétique)
Pour les articles homonymes, voir Madrigal (homonymie).
Le madrigal est un poème de genre, court et sans forme fixe, de la poésie française classique. Généralement adressé à une femme, il a un tour galant ou tendre. Il peut être fondé sur un trait d'esprit, ce qui le rend proche de l'épigramme. Du XVIe au XVIIIe siècle, de nombreux auteurs se sont essayés à ces poèmes.
Quelques-uns ont été mis en musique, comme ceux de Jean de Granouilhet, sieur de Sablières, publiés à Paris en 1704 par Christophe Ballard.
Le madrigal comme forme poétique ne doit pas être confondu avec le madrigal (madrigali), une des formes les plus importantes de la musique italienne profane des XVIe et XVIIe siècles.

## Exemples
Un premier exemple de Jean Bertaut (1552-1611), rimé AABCCB en décasyllabes :
Quand je revis ce que j’ai tant aimé,
Peu s’en fallut que mon feu rallumé
N’en fît l’amour en mon âme renaître;
Et que mon cœur, autrefois, son captif,
Ne ressemblât l’esclave fugitif
À qui le sort fait rencontrer son maître.
Un second exemple, plus tardif, extrait des pièces de Jean de Granouilhet, sieur de Sablières (1627 – ca. 1700), aussi rimé AABCCB, mais en octosyllabes avec un alexandrin :
Églé tremble que dans ce jour 
L’Hymen, plus puissant que l’Amour, 
N’enlève ses trésors sans qu’elle ose s’en plaindre.
Elle a négligé mes avis; 
Si la belle les eût suivis,
Elle n’aurait plus rien à craindre.

## Le Merdrigal
Léon-Paul Fargue s'est sans doute souvenu de ce genre de poème lorsqu'il a écrit un quatrain à rimes croisées intitulé Merdrigal et « dédicrassé » à une personne qu'il ne prisait guère.